# 1152
El 1152 (MCLII) fou un any de traspàs iniciat en dimarts pertanyent a l'edat mitjana

## Esdeveniments
- 4 de març - Frankfurt (Hessen, Alemanya): després que l'emperador Conrad III el nomenés successor, l'assemblea de prínceps elegeix Frederic I Barba-roja emperador romanogermànic; serà coronat a Aquisgrà.
- Testament de Peronella d'Aragó (1152) mentre la reina estava de part
- Construcció de l'església dels Sants Borís i Gleb
- Fundació de la ciutat e Kassímov
- Fi de la dinasties Zírida i Banu Hammad
- Bugia es converteix en un dels principals ports per a l'expansió almohade[1]
- Elionor d'Aquitània es casa amb el futur Enric II d'Anglaterra[2]

## Naixements
- Alfons el Cast (data discutida)

## Necrològiques
- Matilde de Boulogne